# Црква Свете Петке у Радошићима код Рашке
Црква Свете Петке у Радошићима код Рашке је средњовековна црква, која је највероватније подигнута средином 14. века. 

## Историјат
Због недостатака писаних извора, није могуће утврдити када је Црква Свете Петке у Радошићима била подигнута нити ко је њен ктитор. Постоји претпоставка да је ова црква заправо Манастир Тушимља, познат из турских катастарских пописа. У прилог овоме говори то што у турским пописима не помиње црква у Радошићима, иако је Манастир Тушимље поменут. Могуће је да се старо село Радошићи (поменуто као Радешићи у турском попису) не поклапа са територијом данашњег села, односно да су се село Тушимље и истоимени манастир налазили у данашњим Радошићима. На овакав закључак упућује и оближњи топоним Тушимљанско брдо. Међутим, постоји и претпоставка да је овај манастир смештен у данашњем истоименом селу, које се налази код Новог Пазара.
Није познато коме је ова црква била првобитно посвећена. У средњем веку Света Петка је ретко бирана за патрона храма, иако је њен култ Србима био познат од средине 13. века. Култ Свете Петке се почео ширити међу српским народом након 1398. године и преноса њених моштију из Бугарске у Крушевац, а касније и у Београд. Ипак, постоје докази да је култ Свете Петке био врло поштован у подручју око Рашке, односно у жупи Брвеник, на чијој територији се ова црква налазила у средњем веку, због чега се не може искључти могућност да је црква била посвећена овој светитељки од свог настанка.
У народној традицији ова црква је повезана са династијом Немањића. Народ верује и да је од камена са рушевина ове цркве подигнут звоник у Павлици. Могуће је да је ова црква била задужбина неког српског властелина, што је случај и са другим црквама у жупи Брвеник. Црква Светог Николе у Брвенику је задужбина кнеза Дабиса, а њене димензије су сличне цркви у Радошићима.
На основу анализе фрагмената фресака може се утврдити да је цркву осликавало бар двоје сликара. Ове фреске припадају сликарству 14. века, односно другој половини овог века. Постоје сличности са сликарством Речана (око 1370), Псаче (1365-1371) и Андреаша (1388-1399). Ипак, због извесних сличности које сликарство цркве Свете Петке показује са српским сликарством из првих деценија 14. века, било би најоправданије фреске цркве у Радошићима датовати у пету или шесту деценију овог столећа. Један део фресака припада нешто млађем слоју сликарства, слабијег квалитета. Ако се претпостави да је припрата накнадно подигнута, могуће је да су том приликом у цркви изведени и сликарски радови. Ово је највероватније изведено у периоду након обнове Пећке патријаршије.